# Polska na Zimowych Igrzyskach Olimpijskich 1932
Polskę na Zimowych Igrzyskach Olimpijskich 1932 reprezentowało 15 zawodników w 4 dyscyplinach.
| Sportowcy | Lp. | złoto | srebro | brąz | 4 m. | 5 m. | 6 m. | 7 m. | 8 m. | Punkty |
| --------- | --- | ----- | ------ | ---- | ---- | ---- | ---- | ---- | ---- | ------ |
| 15        | –   | –     | –      | –    | 1    | –    | –    | 1    | –    | 7      |

## Opis
III Zimowe Igrzyska Olimpijskie odbyły się w dniach 4 – 15 lutego 1932 w Lake Placid w USA.  Polacy startowali w dwóch dyscyplinach: w narciarstwie i hokeju na lodzie. Jak zwykle nasi narciarze zajmowali odległe pozycje, jednak bardzo dobrym wynikiem mógł się pochwalić Bronisław Czech, który zajął 7 miejsce w kombinacji norweskiej wyprzedzony tylko przez nieosiągalnych w tej dyscyplinie Skandynawów i reprezentanta Czechosłowacji. Dość marnie spisali się Polscy hokeiści. Wprawdzie nie mieli większych szans z USA i Kanadą (porażki 4:1 i 5:0 oraz 9:0 i 10:0). Nie sprostali również przeciwnikowi będącemu w ich zasięgu – Niemcom (porażka 2:1, 4:1). Polacy zajęli ostatecznie 4 miejsce. IO W Lake Placid zakończyły się bez sukcesów, w kraju jednak nie liczono na wiele. Polska dzięki występowi hokeistów została sklasyfikowana na 12 miejscu w tabeli punktowej.

## Występy Polaków

### Biegi narciarskie
| Zawodnik           | Konkurencja   | Wynik   | Pozycja | Źródło |
| ------------------ | ------------- | ------- | ------- | ------ |
| Bronisław Czech    | Bieg na 18 km | 1:36:37 | 18.     | [ 1 ]  |
| Stanisław Marusarz | Bieg na 18 km | 1:39:56 | 27.     | [ 1 ]  |
| Stanisław Skupień  | Bieg na 18 km | 1:41:48 | 31.     | [ 1 ]  |
| Zdzisław Motyka    | Bieg na 18 km | 1:41:58 | 32.     | [ 1 ]  |
| Andrzej Marusarz   | Bieg na 18 km | DNS     | DNS     | [ 1 ]  |
| Stanisław Skupień  | Bieg na 50 km | DNF     | DNF     | [ 2 ]  |
| Zdzisław Motyka    | Bieg na 50 km | DNF     | DNF     | [ 2 ]  |

### Kombinacja norweska
| Zawodnik           | Konkurencja   | Bieg narciarski | Bieg narciarski | Bieg narciarski | Skoki narciarskie | Skoki narciarskie | Skoki narciarskie | Skoki narciarskie | Łącznie | Pozycja | Źródło            |
| Zawodnik           | Konkurencja   | Czas biegu      | Pozycja         | Punkty          | Skok 1            | Skok 2            | Punkty            | Pozycja           | Łącznie | Pozycja | Źródło            |
| ------------------ | ------------- | --------------- | --------------- | --------------- | ----------------- | ----------------- | ----------------- | ----------------- | ------- | ------- | ----------------- |
| Bronisław Czech    | Indywidualnie | 1:36:37,0       | 8.              | 195,00          | 98,2              | 98,8              | 197,0             | 14.               | 392,00  | 7.      | [ 3 ] [ 4 ] [ 5 ] |
| Andrzej Marusarz   | Indywidualnie | 1:47:17,0       | 24.             | 147,00          | 91,3              | 96,8              | 188,1             | 20.               | 335,10  | 19.     | [ 3 ] [ 4 ] [ 5 ] |
| Stanisław Marusarz | Indywidualnie | 1:39:56         | 13.             | 179,25          | 96,8              | 32,0 (upadek)     | 128,8             | 28.               | 308,05  | 27.     | [ 3 ] [ 4 ] [ 5 ] |

### Skoki narciarskie
| Skoczek            | Skok 1 | Skok 2 | Nota  | Pozycja | Źródło |
| ------------------ | ------ | ------ | ----- | ------- | ------ |
| Bronisław Czech    | 56,0   | 60,0   | 200,7 | 12.     | [ 6 ]  |
| Stanisław Marusarz | 55,0   | 53,0   | 192,4 | 17.     | [ 6 ]  |
| Andrzej Marusarz   | 51,5   | 54,0   | 185,9 | 22.     | [ 6 ]  |

### Hokej na lodzie
Reprezentacja mężczyzn
| - Józef Stogowski - Aleksander Kowalski - Kazimierz Sokołowski - Włodzimierz Krygier - Albert Mauer - Roman Sabiński |  | - Adam Kowalski - Czesław Marchewczyk - Kazimierz Materski - Witalis Ludwiczak - Tadeusz Sachs |

| Lp. | Zespół            | M | W | R | P | G + | G - | +/- |
| --- | ----------------- | - | - | - | - | --- | --- | --- |
| 1   | Kanada            | 6 | 5 | 1 | 0 | 32  | 4   | +28 |
| 2   | Stany Zjednoczone | 6 | 4 | 1 | 1 | 27  | 5   | +22 |
| 3   | Niemcy            | 6 | 2 | 0 | 4 | 7   | 26  | -19 |
| 4   | Polska            | 6 | 0 | 0 | 6 | 3   | 34  | -31 |

| 4 lutego 1932 | Rzesza Niemiecka | 2:1 | Polska | Jack Shea Arena, Lake Placid |

| Szczegóły      | Szczegóły                      | Szczegóły       | Szczegóły          | Szczegóły                                                   |
| -------------- | ------------------------------ | --------------- | ------------------ | ----------------------------------------------------------- |
| Godzina: 14:45 | Jaenecke 20:12 Schröttle 40:22 | (0:0, 1:1, 1:0) | 30:25 Al. Kowalski | Sędzia główny: Lou Marsh Sędziowie liniowi: Donald P. Sands |
| Godzina: 14:45 | 3 min.                         |                 | 5 min.             | Sędzia główny: Lou Marsh Sędziowie liniowi: Donald P. Sands |

| 5 lutego 1932 | Stany Zjednoczone | 4:1 | Polska | James B. Sheffield Olympic Skating Rink, Lake Placid |

| Szczegóły      | Szczegóły                                            | Szczegóły       | Szczegóły         | Szczegóły                                                   |
| -------------- | ---------------------------------------------------- | --------------- | ----------------- | ----------------------------------------------------------- |
| Godzina: 10:00 | Bent 2:15 Cookman 23:15 Cookman 30:16 Garrison 54:55 | (1:0, 2:0, 1:1) | 42:16 A. Kowalski | Sędzia główny: Lou Marsh Sędziowie liniowi: Donald P. Sands |
| Godzina: 10:00 | 1 min.                                               |                 | 4 min.            | Sędzia główny: Lou Marsh Sędziowie liniowi: Donald P. Sands |

| 7 lutego 1932 | Kanada | 9:0 | Polska | Jack Shea Arena, Lake Placid |

| Szczegóły      | Szczegóły | Szczegóły       | Szczegóły | Szczegóły                                                   |
| -------------- | --- | --------------- | --------- | ----------------------------------------------------------- |
| Godzina: 14:45 | Rivers 10:45 Rivers 12:04 Lindqvist 23:15 Monson 23:38 Monson 32:48 Harold Simpson 33:54 Harold Simpson 34:52 Malloy 46:42 Hinkel 51:59 | (2:0, 5:0, 2:0) |           | Sędzia główny: Lou Marsh Sędziowie liniowi: Donald P. Sands |
| Godzina: 14:45 | 2 min. |                 | 1 min.    | Sędzia główny: Lou Marsh Sędziowie liniowi: Donald P. Sands |

| 8 lutego 1932 | Stany Zjednoczone | 5:0 | Polska | James B. Sheffield Olympic Skating Rink, Lake Placid |

| Szczegóły      | Szczegóły                                                       | Szczegóły       | Szczegóły | Szczegóły                                                   |
| -------------- | --------------------------------------------------------------- | --------------- | --------- | ----------------------------------------------------------- |
| Godzina: 14:15 | Smith 6:42 Palmer 30:07 Palmer 40:57 Chase 43:53 Anderson 49:01 | (1:0, 1:0, 3:0) |           | Sędzia główny: Lou Marsh Sędziowie liniowi: Donald P. Sands |
| Godzina: 14:15 | 1 min.                                                          |                 |           | Sędzia główny: Lou Marsh Sędziowie liniowi: Donald P. Sands |

| 9 lutego 1932 | Kanada | 10:0 | Polska | James B. Sheffield Olympic Skating Rink, Lake Placid |

| Szczegóły      | Szczegóły | Szczegóły       | Szczegóły | Szczegóły                                                   |
| -------------- | --- | --------------- | --------- | ----------------------------------------------------------- |
| Godzina: 14:15 | Monson 1:52 Simpson 6:03 Rivers 8:40 Monson 8:48 Malloy 14:12 Sutherland 31:11 Simpson 44:35 Hinkel 47:51 Moore 49:35 Wise 53:00 | (5:0, 1:0, 4:0) |           | Sędzia główny: Lou Marsh Sędziowie liniowi: Donald P. Sands |
| Godzina: 14:15 | | 2 min.          |           | Sędzia główny: Lou Marsh Sędziowie liniowi: Donald P. Sands |

| 13 lutego 1932 | Rzesza Niemiecka | 4:1 | Polska | Jack Shea Arena, Lake Placid |

| Szczegóły     | Szczegóły                                    | Szczegóły       | Szczegóły          | Szczegóły                                                   |
| ------------- | -------------------------------------------- | --------------- | ------------------ | ----------------------------------------------------------- |
| Godzina: 9:30 | Ball 5:57 Ball 33:08 Strobl 42:20 Ball 52:15 | (0:0, 2:1, 2:0) | 31:40 Al. Kowalski | Sędzia główny: Lou Marsh Sędziowie liniowi: Donald P. Sands |
| Godzina: 9:30 | 3 min.                                       |                 | 3 min.             | Sędzia główny: Lou Marsh Sędziowie liniowi: Donald P. Sands |